# Eta Arae
Eta Arae (η Ara, η Arae) é uma estrela solitária na constelação de Ara. Está a aproximadamente 299 anos-luz (92 parsecs) da Terra e é visível a olho nu com uma magnitude aparente de 3,76.
O espectro de Eta Arae corresponde a uma classificação estelar de K5 III, indicando que, a uma idade estimada de sete bilhões de anos, ela chegou ao estágio de gigante de sua evolução. Com uma massa parecida à do Sol, sua atmosfera externa expandiu-se para 56 vezes o raio solar. A estrela está atualmente girando tão devagar que leva mais de onze anos para completar uma única rotação. Está liberando energia a uma temperatura efetiva de 3 886 K, possuindo uma coloração alaranjada típica de estrelas de classe K.
Tem uma companheira óptica de 14ª magnitude, localizada a 25,7 segundos de arco de distância no céu.